# Craterestra florinda
Craterestra florinda är en fjärilsart som beskrevs av Butler 1882. Craterestra florinda ingår i släktet Craterestra och familjen nattflyn. Inga underarter finns listade i Catalogue of Life.